# Inquisição medieval

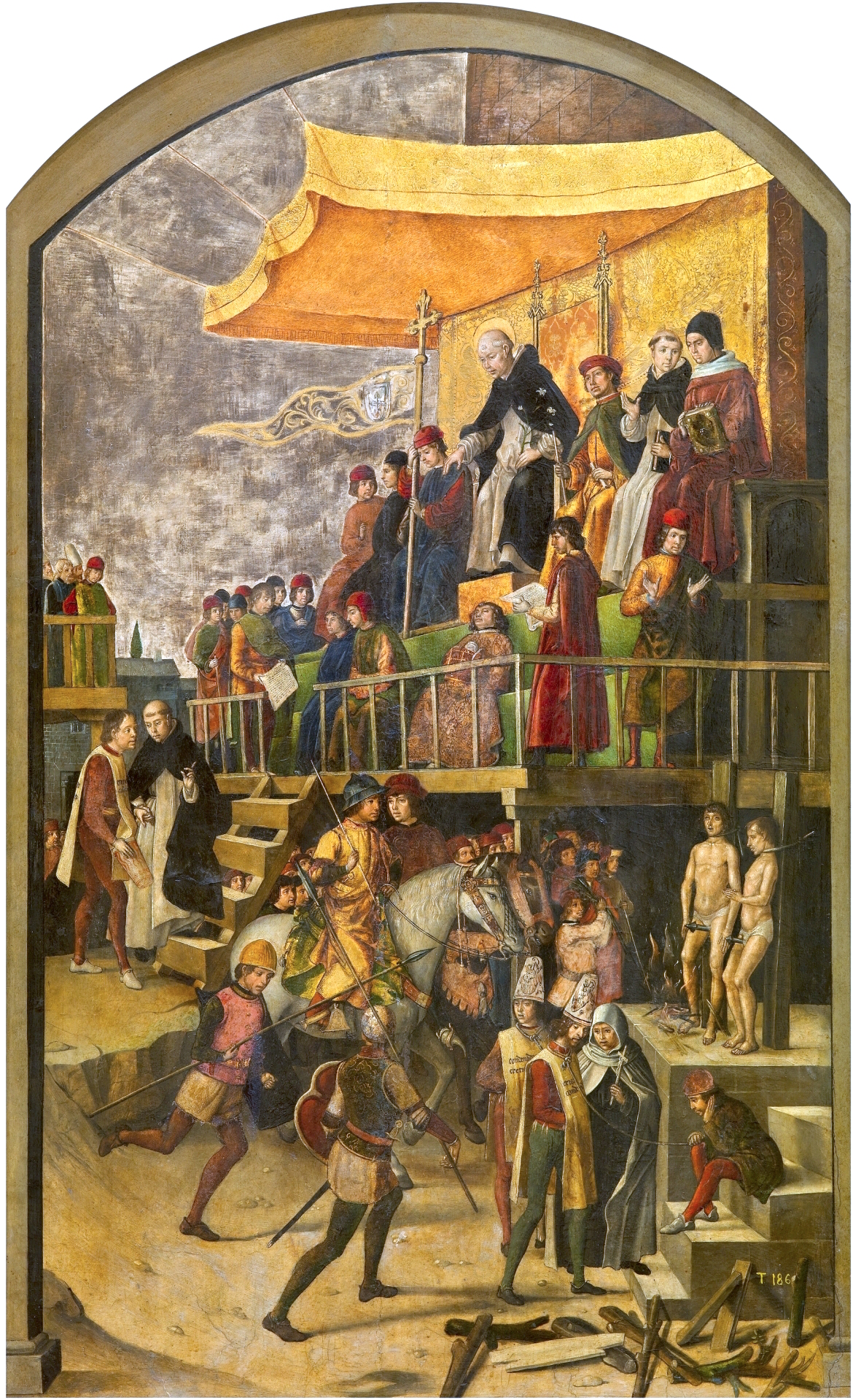
Representação de um "auto de fé" da Inquisição Espanhola, que teria sido presidido por Domingos de Gusmão, o fundador da Ordem dos Dominicanos. A pintura, de Pedro Berruguete, foi encomendada pela própria Inquisição e é sem dúvida uma cena forjada. Embora muitos dominicanos mais tarde se envolvessem nos processos da Inquisição, o fundador da Ordem já era falecido quando aquela foi estabelecida.

A Inquisição medieval foi uma série de inquisições (organismos da Igreja Católica para a supressão de acusados de heresia) de cerca de 1184, incluindo a Inquisição Episcopal (1184–1230) e mais tarde a Inquisição Papal (1230). Foi em resposta aos grandes movimentos populares em toda a Europa considerados apóstatas ou heréticos para o cristianismo, em particular o catarismo e os valdenses no sul da França e norte da Itália. Estes foram os primeiros movimentos de inquisição de muitos que se seguiriam.
A inquisição medieval foi em resposta aos crescentes movimentos religiosos, em especial os cátaros referido pela primeira vez na década de 1140 e os valdenses começando em torno de 1170. "Hereges" individuais, como Pedro de Bruys, muitas vezes desafiaram a Igreja. No entanto, os cátaros foram a primeira organização herética em massa no segundo milênio, que representaram uma grave ameaça para a autoridade da Igreja. Este artigo abrange apenas essas primeiras inquisições, não a Inquisição romana a partir do século XVI, ou o fenômeno um pouco diferente da Inquisição espanhola, que estava sob o controle da monarquia espanhola, embora com o apoio do clero local. A Inquisição portuguesa e diversos ramos coloniais seguiram o mesmo padrão.

## História
Embora o procedimento inquisitorial como um meio para combater a heresia fosse uma prática antiga da Igreja Católica, a prática foi apoiada oficialmente pela Santa Sé a partir de 1184, com a publicação da bula Ad abolendam, do Papa Lúcio III, em resposta ao crescimento da heresia cátara no sul da França e nas cidades do norte italiano. É chamada de "episcopal" porque era administrada por bispos locais, que em latim é episcopus. Foi o embrião do qual surgiria o Tribunal da Inquisição e do Santo Oficio. O castigo físico dos hereges foi designado para os leigos. Por esta bula, os bispos foram obrigados a intervir ativamente para erradicar a heresia e foi dado o poder de julgar e condenar os hereges em sua diocese. 
Todas as inquisições medievais importantes foram descentralizadas. As autoridades descansaram com as autoridades locais com base em orientações da Santa Sé, mas não havia nenhuma autoridade central executando as inquisições, como seria o caso das inquisições pós-medievais. Assim, há muitos tipos diferentes de inquisições, dependendo da localização e métodos; historiadores têm geralmente classificadas-as de Inquisição Episcopal e Inquisição papal. 
Os papas, durante algum tempo, tiveram que frear o impulso crescente dos heréticos. Porém finalmente no Terceiro Concílo de Latrão (1179) incitaram os príncipes a aplicar as sanções penais contra os hereges. De início, tentou liquidar o problema militarmente, quando em 1208, o papa Inocêncio III apelou à Cruzada albigense, convocando os príncipes cristãos e garantindo aos que dela participassem os mesmos benefícios espirituais e temporais ligados à Cruzada de libertação da Terra Santa. Terminou pela vitória dos cruzados, que logo se apoderaram dos territórios dos albigenses e dos senhores feudais que os protegiam. Mas o resultado não foi o esperado pelo papa, pois a heresia continuou a progredir. Como resultado, o papa recorreu à pressão judicial, estabelecendo a Inquisição. 
Essa instituição apareceu primeiro em 1203, quando Inocêncio III mandou juízes papais especiais "inquirirem" casos de heresia em certos locais em que os tribunais dos bispos pareciam incapazes de colocar-se à altura de sua rápida difusão. Essas novas cortes mostraram-se muito mais eficazes do que os tribunais episcopais efetivos e, em conseqüência, em 1229, foram transformadas em instituição permanente para o fim específico de lidar com a heresia. 
O Quarto Concílio de Latrão (1225) codificou as leis existentes e urgiu o seu cumprimento. Em 1230, o Papa Gregório IX, respondeu às falhas da inquisição episcopal com uma série de bulas papais que se transformaram na Inquisição papal, que foi composta por profissionais especificamente preparados para essa tarefa. Os indivíduos foram escolhidos de diferentes ordens e do clero secular, mas principalmente vieram da Ordem Dominicana. Os dominicanos foram favorecidos pela sua história de anti-heresia. Como mendicantes, eles estavam acostumados a viajar. Ao contrário dos métodos do acaso episcopal, a Inquisição papal foi aprofundada, sistemática, mantendo registros detalhados. Alguns documentos da Idade Média, envolvendo discurso na primeira pessoa por camponeses vêm registros da inquisição papal. 
O papa Gregório IX em 1231 aceitou para toda a Igreja a constituição de Frederico II (1224) pela que se impunha a pena de morte aos hereges e formou o tribunal da Inquisição do qual foi encarregada a ordem dos dominicanos. Em 1252, o Papa Inocêncio IV bula Ad extirpanda autorizou o uso de tortura para extrair confissões de prisioneiros. Recomenda-se que os torturadores não excedam ao ponto de mutilar o acusado ou denunciado. As penas eram variadas. Aqueles que se recusavam a abjurar, hereges "relapsos" foram entregues ao braço secular para a execução da pena de morte.
Na Espanha só existiu como tal no reino de Aragão. Neste tempo destacou-se como obra a de Nicolas Eymerich com o nome de Directorium inquisitorum, manual da Inquisição medieval. O Malleus Maleficarum, que foi publicado em 1486, bastante mais tarde do que foi a Era da Inquisição dos tempos dos cátaros e albigenses.
No norte da Europa a Inquisição foi um pouco mais suave: nos países escandinavos que tinham praticamente nenhum impacto até que a Inquisição Espanhola, quando os reis espanhóis utilizavam para matar muitos que não concordam com a coroa espanhola. Existiu no reino de Aragão, durante este período, mas não no resto da Península Ibérica. A Inquisição nunca foi instituída na Inglaterra, mas Cristovão Colombo levou-a consigo para o Novo Mundo.

## Inquisições contra os movimentos heréticos
A disseminação dos movimentos heréticos do século XII, pode ser vista, pelo menos em parte, como uma reação à crescente corrupção moral do clero, que inclui subornos para casamentos ilegais e posse de riqueza extrema. Na Idade Média, o foco principal da Inquisição era erradicar essas novas seitas. Assim, seu raio de ação foi definido predominantemente na Itália e na França, onde as seitas, como se tinha estabelecido. Os dois principais movimentos heréticos da época eram os cátaros e os valdenses. 
Os primeiros foram na maior parte no Sul da França, em cidades como Toulouse. Parecem ter sido originalmente fundada por alguns soldados da Segunda Cruzada, que, no seu caminho de volta, foram convertidos por uma seita búlgara, o Bogomilos. A principal heresia dos cátaros era sua crença no dualismo: o Deus do mal criou o mundo materialista e o Deus bom criou o mundo espiritual. 
Os valdenses foram principalmente na Alemanha e na Itália do Norte. Em contraste com os cátaros e em sintonia com a Igreja, eles acreditavam em um só Deus, mas não reconheciam o sacerdócio, nem a veneração (não é sinônimo de culto) de santos e mártires, que faziam parte da ortodoxia da Igreja. As queixas das duas principais ordens do período, os dominicanos e os franciscanos, contra a corrupção moral da Igreja, em certa medida, ecoaram dos movimentos heréticos, mas eram doutrinariamente convencionais, e foram convocados pelo Papa Inocêncio III na luta contra as heresias. Como resultado, muitos franciscanos e dominicanos foram inquisidores. Por exemplo, o Robert le Bougre, o "Martelo dos Hereges" (Malleus haereticorum), foi um frade dominicano que se tornou um inquisidor conhecido por sua crueldade e violência. Outro exemplo foi o caso da província de Veneza, que foi entregue aos inquisidores franciscanos, que rapidamente se tornou famosa por suas fraudes contra a Igreja, enriquecendo-se com os bens confiscados dos hereges e a venda de absolvições. Por causa de sua corrupção, eles foram forçados pelo papa para suspender as suas atividades em 1302. 
No início do século XIV, dois outros movimentos, atrairam a atenção da Inquisição, os Templários e as Beguinas.

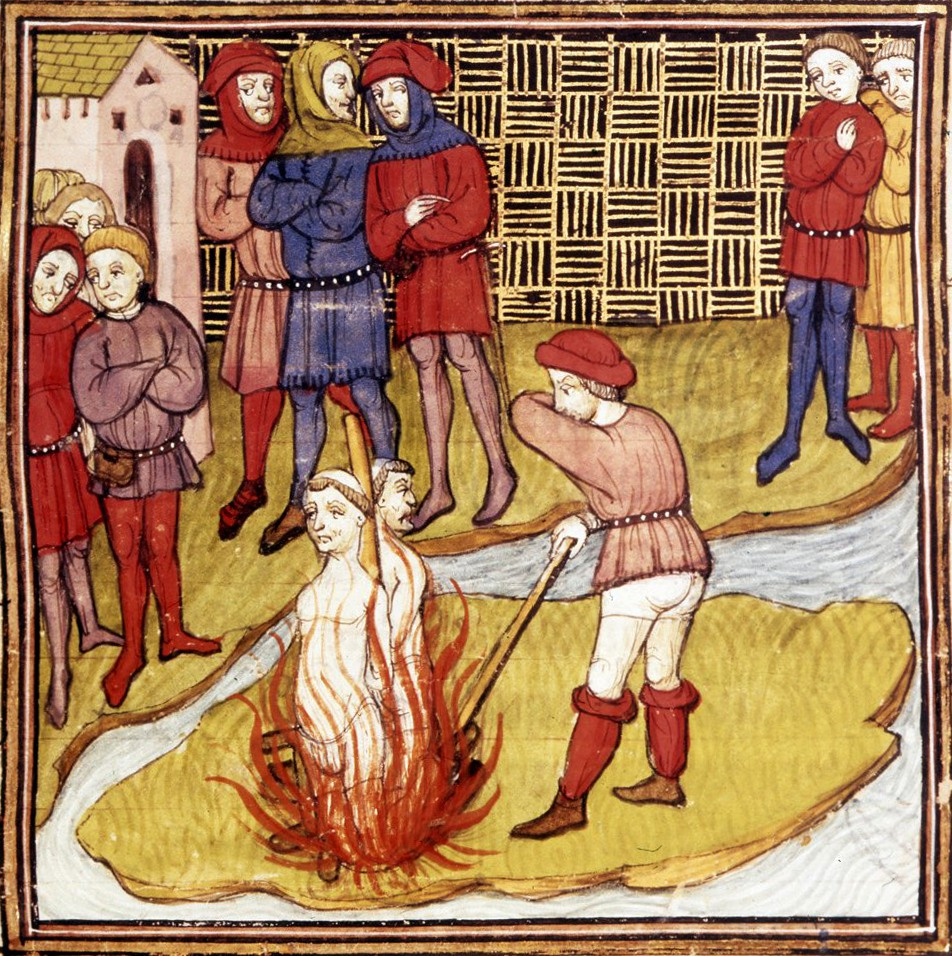
Templários condenados à fogueira pela Santa Inquisição.

Não está claro se o processo contra os Templários foi iniciado pela Inquisição com base na suspeita de heresia, ou se a Inquisição em si foi explorada pelo rei de França, Filipe, o Belo, que queria a riqueza dos cavaleiros. Os templários foram acusados pela Inquisição de 127 acusações de heresia, blasfêmia, práticas religiosas indecentes e outros. Alguns exemplos dessas acusações são: renunciarem a Cristo; de cuspir na cruz; beijo indecente;
ações homossexuais; blasfêmia; cessarem de celebrar a missa. Na busca de Templários, dois inquisidores também foram enviados para as ilhas britânicas. Este é o único exemplo de ação inquisitorial nas ilhas britânicas, e não foi um sucesso, principalmente porque os inquisidores não poderiam instigar falsas confissões sob tortura, como o seu uso foi proibido por lei comum. 
As Beguinas eram sobretudo um movimento de mulheres e já tinha sido reconhecido pela Igreja desde a sua fundação no século XIII como místicos. No entanto, ao Concílio de Viena, no século XIV, foram proclamadas hereges e perseguidas, com grande número a ser queimado na fogueira em Narbona, Toulouse e outras cidades francesas. Também foram atacadas na Alemanha, na primeira tentativa da Inquisição para operar na área. Uma possível explicação para essa mudança é que, após a extirpação com sucesso dos cátaros, a Inquisição necessitou de novas heresias para combater e novas receitas para se sustentar. Assim, dirigiu sua atenção a movimentos pseudo-hereges. Outro aspecto da Inquisição medieval é que pouca atenção foi dada à feitiçaria. Na verdade vários Papas eram suspeitos de ter um forte interesse ou pratica de alquimia e foi só com o Papa João XXII, que era suspeito de ser um mágico, que a bruxaria tornou-se outra forma de heresia e, assim, susceptíveis de ser perseguida pela Inquisição.

## Ver Também
- Inquisição
- Inquisição espanhola
- Inquisição portuguesa
- Inquisição romana
- Inquisidor-geral
- Inquisidor-Geral de Portugal
- Nicolas Eymerich